# Parotiditis epidèmica
La parotiditis epidèmica, més popularment coneguda amb el nom de galteres, paperes, paps o tacons, és una malaltia contagiosa que pot ser aguda o crònica, localitzada fonamentalment en una o ambdues glàndules paròtides (les glàndules salivals majors situades darrere de les branques ascendents de la mandíbula). És causada per un virus dels Paramyxoviridae, causant una malaltia clàssicament dels nens i adolescents, encara que pot també causar infeccions en adults sensibles. En general, la malaltia produeix immunitat de per vida, i pot ser previnguda per l'administració del vaccí triple víric.
La parotiditis pot afectar altres glàndules del cos, el sistema nerviós central i els testicles. Les complicacions més freqüents són la meningitis, la inflamació testicular (aquesta última pot portar a la infertilitat) i l'inflamació de l'ovari. El tractament consisteix en l'alleugeriment dels símptomes.
Una epidèmia de parotiditis ocorreguda a l'illa de Tasos és descrita en l'obra Epidèmies, d'Hipòcrates, escrita aproximadament entre els anys 475 i 466 aC.

## Causes
La parotiditis es transmet de persona a persona per mitjà de les gotetes de la respiració (per exemple, quan s'esternuda), o per contacte directe amb objectes que han estat contaminats amb saliva infectada.

## Signes i símptomes
Normalment no manifesta símptomes o els manifesta de manera lleugera amb la inflor de l'angle de la mandíbula.

## Diagnòstic
L'examen físic confirmarà la inflamació de les glàndules. Com que hi ha altres virus que poden donar signes similars a la parotiditis, caldran proves de laboratori per confirmar la presència del virus en la saliva, o dels anticossos específics en la sang.

## Tractament
No hi ha tractament específic per a la parotiditis, però es pot alleugerir les molèsties amb:
- L'aplicació de compreses fredes o calentes al coll
- La ingesta de líquids addicionals i aliments tous
- Gàrgares d'aigua tèbia amb sal
- L'ús de paracetamol
- Cal tenir present que no s'ha de donar àcid acetilsalicílic (aspirina) als infants amb una malaltia vírica, ja que hi ha risc de patir la síndrome de Reye (complicació neurològica poc freqüent, però sovint mortal, que apareix en la infància).[2]

Els malalts generalment es recuperen, fins i tot si hi ha altres òrgans compromesos i adquireixen immunitat per tota la vida contra la malaltia. Es recomana que els nens que han patit la parotiditis no tornin a l'escola fins passats nou dies des de l'inici de la inflor de les galtes per tal de reduir-ne l'exposició a altres nens. És important seguir aquesta recomanació, ja que la malaltia és molt transmissible i pot passar fàcilment d'una persona a una altra i afectar els nens no vaccinats.
Les persones que han estat en contacte amb la malaltia i per qualsevol motiu no s'han vaccinat, no han d'assistir a l'escola o lloc de treball fins passats vint-i-sis dies des de l'inici dels símptomes de l'últim cas notificat.

## Prevenció

### Vaccinació
La vaccinació és la mesura fonamental en la prevenció de la parotiditis. En el calendari de vaccinacions sistemàtiques de Catalunya s'administren dues dosis del vaccí triple víric (xarampió, rubèola i parotiditis) als dotze mesos i als tres anys.

### Dels contactes
Es poden adquirir galteres per estar amb una altra persona que en tingui, ja que la malaltia es pot transmetre per contacte directe amb les secrecions nasals o de la gola de les persones infectades. El temps en què els malalts poden contagiar altres persones va des de tres dies abans fins a quatre dies després d'aparèixer la inflor de les galtes, encara que pot allargar-se fins a nou dies.
Des que una persona susceptible s'ha infectat fins que apareixen els primers símptomes de parotiditis poden passar entre catorze i vint-i-cinc dies. Si apareix un cas de parotiditis en una llar d'infants o en una escola, s'ha de comunicar de manera ràpida als serveis de salut pública corresponents. En aquestes situacions, les actuacions que cal dur a terme en matèria de prevenció corresponen a les unitats de vigilància epidemiològica dels serveis territorials de Salut.